# Alexis-Paul Pachot d'Arzac
Paul Pachot d'Arzac, né le 25 février 1844 à Saint-Marcellin et mort le 21 novembre 1906 à Montreuil (Pas-de-Calais), est un peintre français.

## Biographie
Il fut élève de Charles Gleyre à l'École des beaux-arts de Paris, après avoir pris des cours à Marseille. C'est un ami des peintres dauphinois Jean-Baptiste-Augustin Nemoz et le maître de André Albertin. Il peint en Auvergne, en Provence, en Algérie, à Optevoz, à Crémieu. Il est exposé au Salon de Paris de 1898 à 1900. Il est nommé professeur de dessin à l'école industrielle de Montreuil en 1892.

## Œuvres
Il fut avant tout un peintre paysagiste. 
- Berger et son chien, crépuscule, huile sur toile, 1879. Coll. musée de Grenoble (inv. MG 1653).

## Hommages

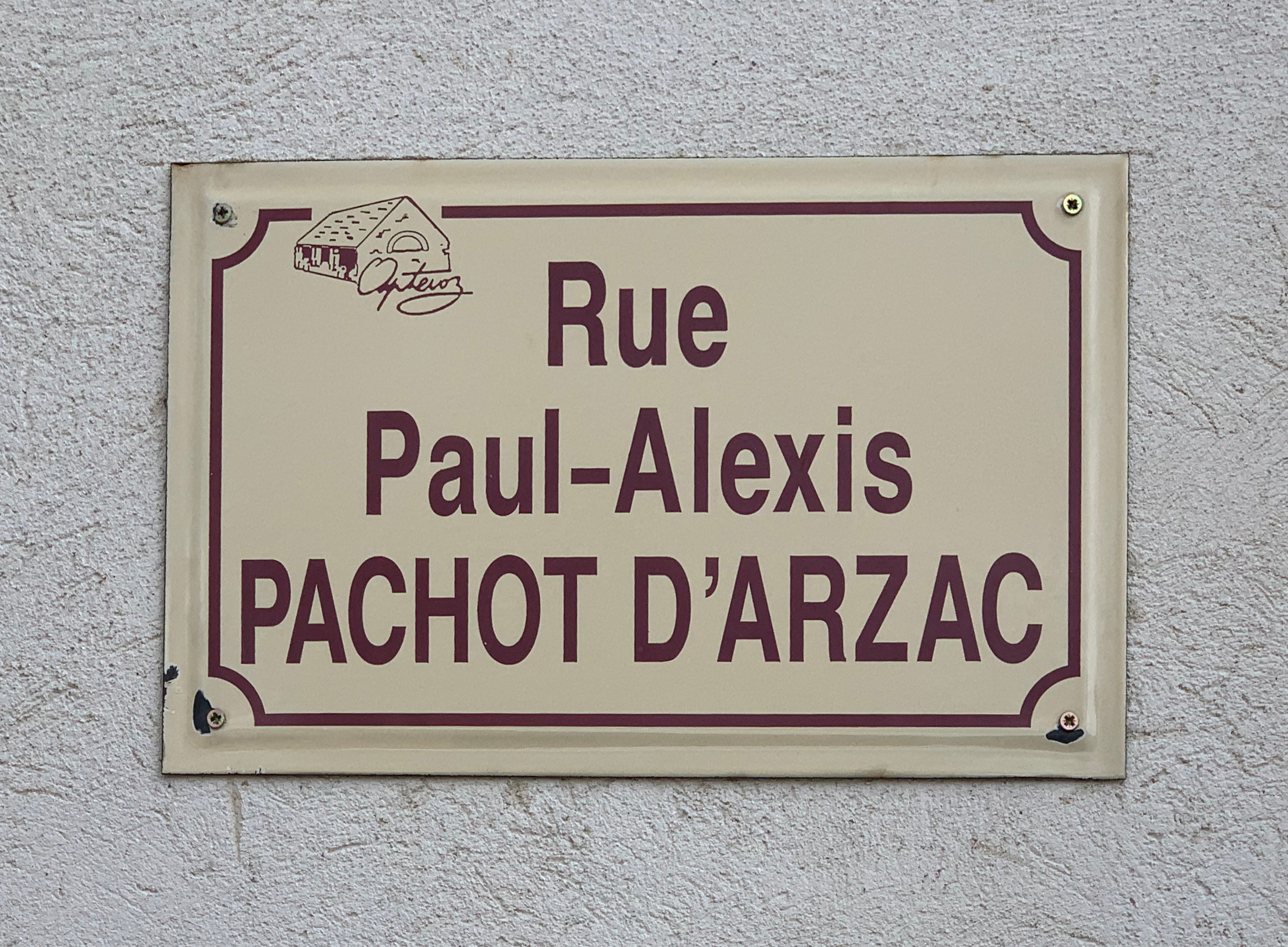
Rue Alexis-Paul-Pachot-d'Arzac à Optevoz.

Il existe une rue Alexis-Paul-Pachot-d'Arzac à Optevoz, ainsi qu'une impasse Pachot d'Arzac à Saint-Marcellin (Isère). 